# Cibodas (Pasirjambu)
Cibodas is een bestuurslaag in het regentschap Bandung van de provincie West-Java, Indonesië. Cibodas telt 8107 inwoners (volkstelling 2010).